# Hainzenberg

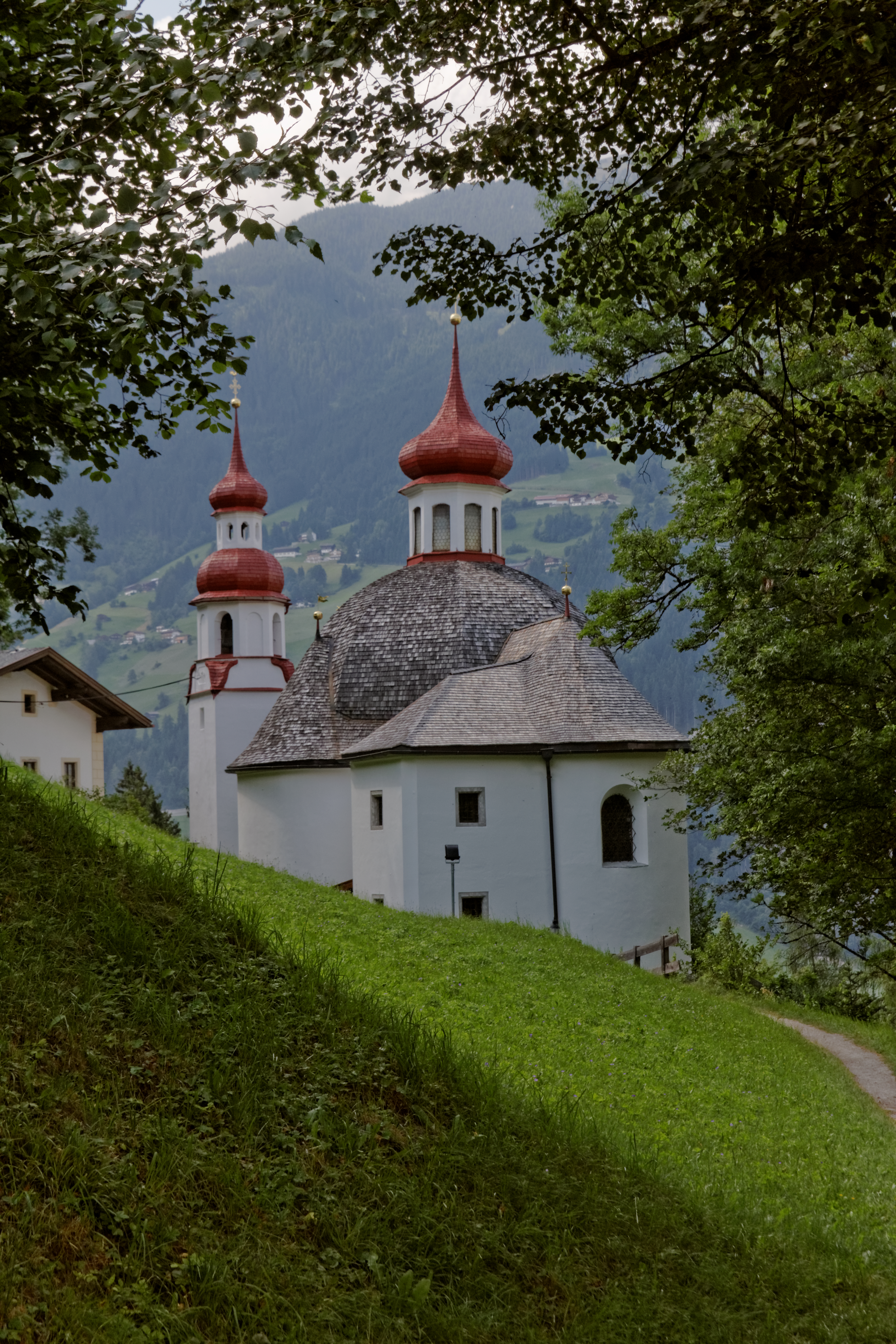
2013

Hainzenberg je obec v Rakousku ve spolkové zemi Tyrolsko v okrese Schwaz.
Žije zde 678 obyvatel (1. 1. 2011).